# Drammensfjorden

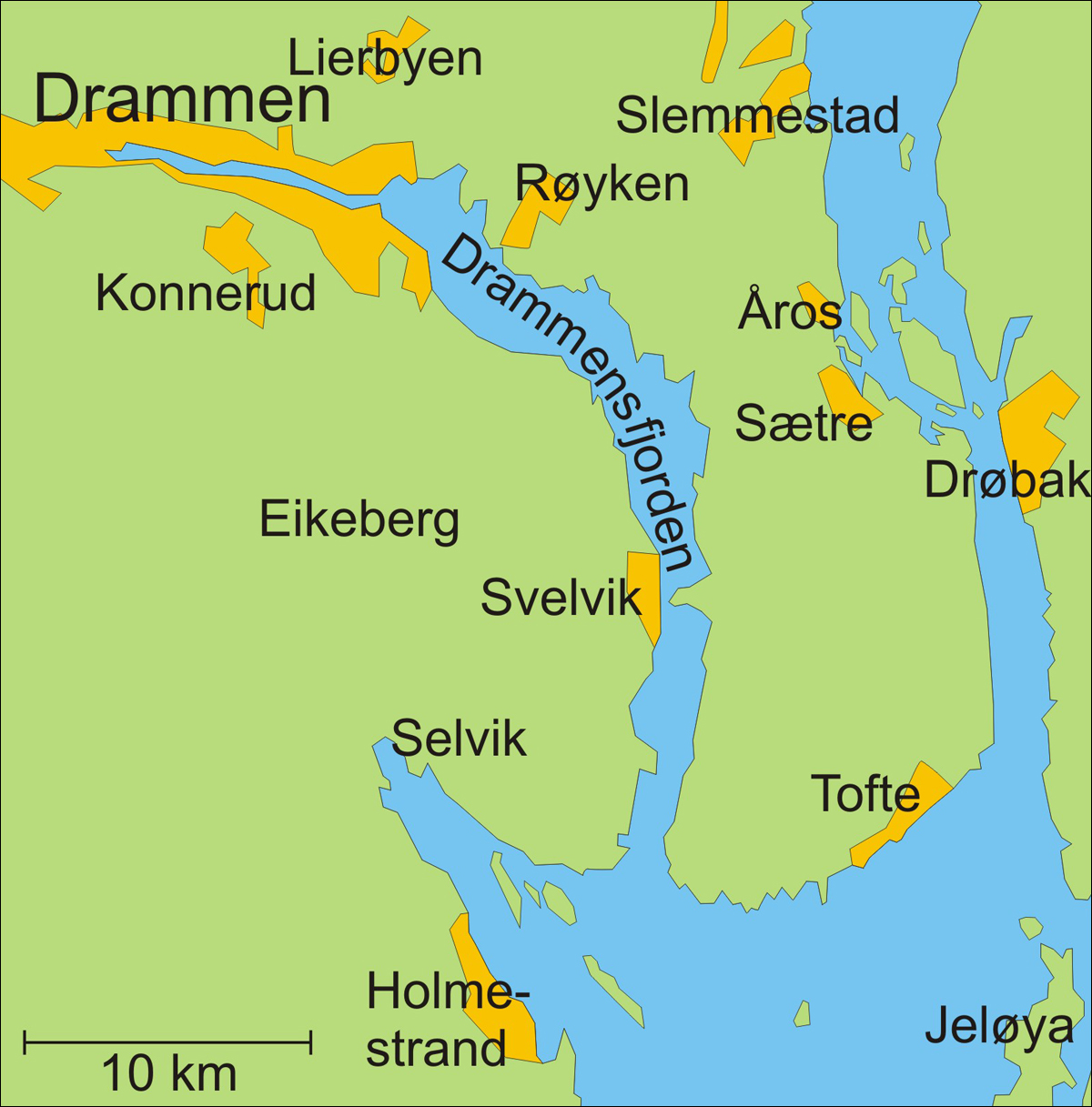
Karta över Drammensfjorden

Drammensfjorden är en fjord i södra Norge som mynnar ut på yttre Oslofjordens västra sida. Därifrån sträcker den sig mot norr och nordväst. Längst in i fjorden har Drammenselva sitt utlopp. Där ligger även staden Drammen som har sitt namn efter fjorden.
Fjorden är till stor del omsluten av områden som tillhör Buskerud fylke, men i väst och sydväst ligger Vestfold intill fjorden. Landområdet på ostsidan av fjorden kallas Hurumhalvøya och skiljer Drammensfjorden från Oslofjorden.
I Drammensfjorden mellan Svelvik i Vestfold fylke på västsidan och Verket i Hurum kommun på ostsidan, bildar fjorden ett smalt sund. Sundet trafikeras av en bilfärja. Denna insnävning, tillsammans med den vattenrika Drammenselva, gör att fjorden innanför innehåller bräckt vatten. Ytvattnet i fjorden är sötvatten, vilket gör så att badplatserna är fria från maneter, men på djupet blir vattnet saltare, så det finns saltvattenfisk som torsk, sej, flundra och makrill i fjorden. Överraskande nog är det också hittat ett stort och nästan oskadat korallrev på 10–20 meters djup i fjorden.

## Föroreningar
Drammensfjorden var för några[när?] årtionden sedan förorenad. Avloppsrening och förändring av industrierna i Drammen har emellertid gjort så att vattnet är mycket renare. Lax och öring går därför återigen att fånga i fjorden, Drammenselva, Lierelva och Åroselva. Drammensfjordens avrinningsområde är bland Norges viktigaste områden för lax, men har haft problem med parasiten Gyrodactylus. Avrinningsområdet är det tredje största vattensystemet i Norge. Vattenföringen vid utloppet är cirka 300 m³/s.

## Historia
Drammensfjorden är känd från vikingatiden under namnet Dramn eller Drofn, ord som man tror betyder oklart vatten eller vågor. Bland annat berättar Snorre Sturlason att Olav den helige gömde sig för Knut den store i en fjord som hette Dramn. Vid denna tid stod vattnet 4–5 meter högre,[källa behövs] och fjorden sträckte sig ända upp till Hokksund.